# Eugene Jarvis
Eugene Peyton Jarvis (Palo Alto, 27 gennaio 1955) è un autore di videogiochi, ingegnere e informatico statunitense, noto per aver realizzato i videogiochi Defender, Stargate e Robotron: 2084.

## Biografia

### Gli studi e le prime esperienze lavorative
Jarvis ebbe i primi contatti col mondo dei computer alle scuole superiori, frequentando un mini-corso di programmazione in FORTRAN della durata di un giorno realizzato da IBM. Aveva inizialmente pensato di studiare biochimica ma dopo quell'esperienza decise di iscriversi ad informatica all'Università della California - Berkeley, dove proseguì lo studio del FORTRAN. All'università Jarvis provò uno dei primi videogiochi, Space War. Nel 1976, appena ventunenne, si laureò in ingegneria elettronica e informatica. Prima di laurearsi ebbe un colloquio di lavoro con Atari, Inc. ma non fu richiamato.
Fu assunto da Hewlett-Packard per lavorare ad un compilatore COBOL ma, non amando l'ambiente di HP, lasciò il lavoro dopo soli 3 giorni. Nello stesso giorno fu richiamato da Atari, dove divenne responsabile dello sviluppo dei primi flipper basati su microprocessori. Atari chiuse però il reparto dopo qualche anno e Jarvis fu licenziato: egli pertanto decise di spostarsi a Chicago e fu assunto da Williams Electronics per continuare a progettare flipper.

### I videogiochi
Alla fine degli anni settanta Taito Corporation mise in commercio Space Invaders, che mostrò le potenzialità offerte dai microprocessori nello sviluppo dei videogiochi elettronici. Jarvis si propose di realizzare anch'egli un videogioco e parlò delle sue idee com un altro progettista di flipper, Steve Ritchie, insieme al quale svilupparono le basi di Defender, che fu prodotto nel 1981 divenendo subito un successo grazie anche all'innovativa idea di sviluppare il gioco su uno schema che scorreva orizzontalmente, primo titolo a fare uso di questa tecnica.
Dopo il successo di Defender, Jarvis lasciò Williams Electronics per fondare con Larry DeMar una propria società di sviluppo, la Vid Kidz, nel mese di febbraio del 1981: già nello stesso anno Jarvis e DeMar produssero Stargate (noto anche come Defender II), che avrebbero quindi concesso in licenza a Williams Electronics.
Successivamente Jarvis sviluppò presso Vid Kidz Robotron: 2084, del 1982, sempre prodotto da Williams, e Blaster, il seguito di Robotron ambientato nell'anno 2085 e con una grafica tridimensionale, anche se non riscosse il successo del primo Robotron. La crisi dei videogiochi del 1983 costrinse Williams a tagliare diversi investimenti: Jarvis lasciò Vid Kidz e tornò a dedicarsi allo studio, acquisendo nel 1986 un master in Business Administration. Solo in seguito riprese a sviluppare giochi rilasciando NARC (1988) e Smash TV (1990).
Jarvis si dedicò anche allo studio della grafica 3D, contribuendo allo sviluppo della serie di videogiochi Cruis'n.
Nel 2001 ha fondato la Raw Thrills Inc., per la quale ancora lavora: con essa ha sviluppato i videogiochi della serie Target: Terror e l'arcade The Fast and the Furious (2004).

## Omaggi
- Eugene Jarvis è l'unico sviluppatore di videogiochi che ha visto una sua opera riprodotta su un francobollo degli Stati Uniti. La serie Celebrate the Century (2000) vede nel foglio dedicato agli anni ottanta due bambini ritratti a giocare a Defender.[2]